# باربارا کوژای
باربارا کوژای (لهستانی: Barbara Kurzaj؛ زادهٔ ۲۶ دسامبر ۱۹۷۵) بازیگر اهل لهستان است. وی از سال ۱۹۹۴ میلادی تاکنون مشغول فعالیت بوده‌است.
از فیلم‌هایی که وی در آن نقش داشته‌است، می‌توان به شش نفر، این دختران من، محکوم، یخ‌ژاله، اعتصاب، سلطان، طاقت بیاور، کاتین، پایانی نیست و بدن مسیح اشاره کرد.